# Deuterosaurus
Deuterosaurus es un  género extinto de terápsidos dinocéfalos que existió durante el Pérmico Medio, siendo uno de los sinápsidos depredadores dominantes durante este periodo.

## Anatomía

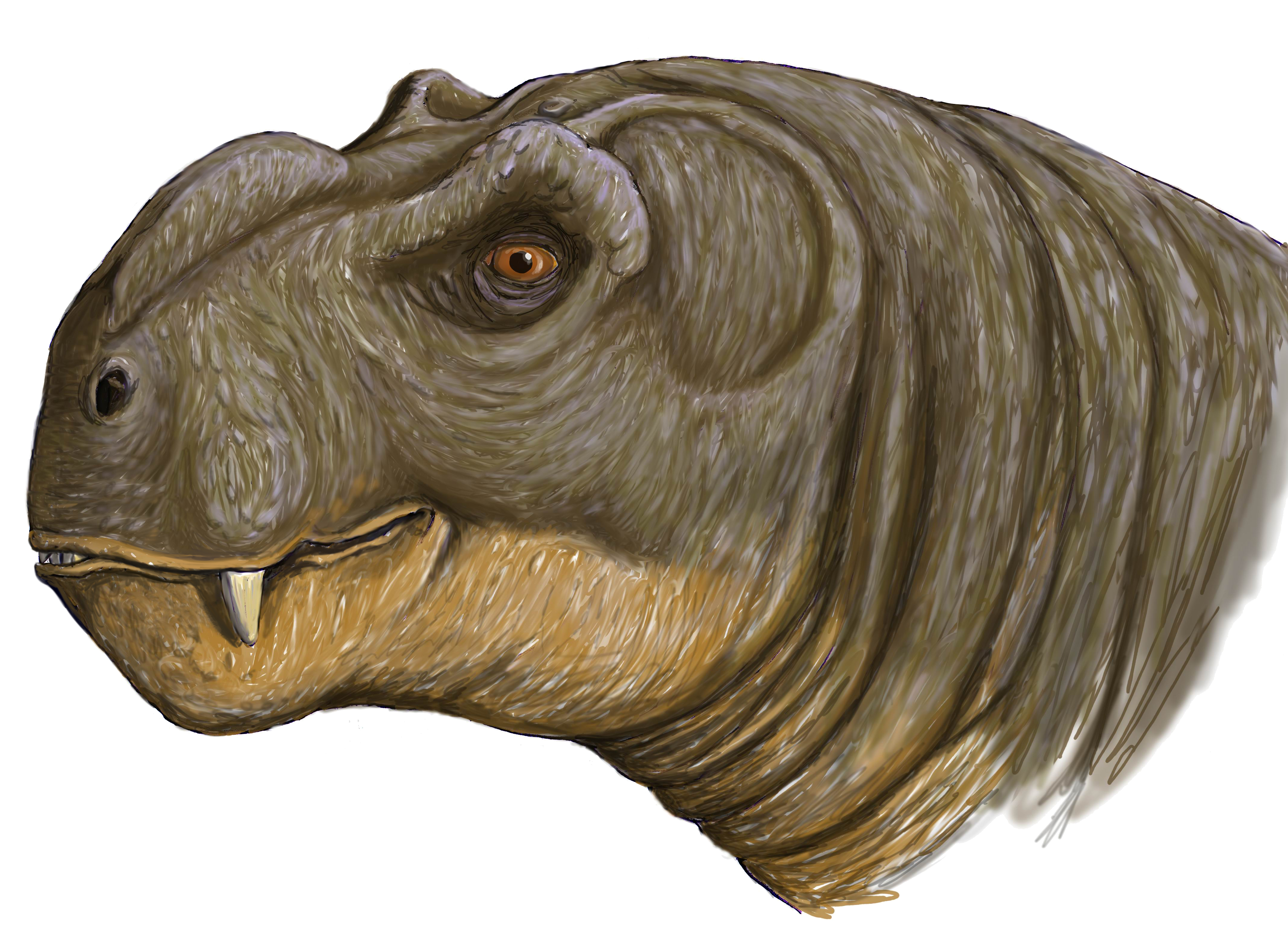
Cabeza de D. jubilaei.

El cráneo de Deuterosaurus tenía cerca de 80 cm, con hocico largo y dientes cónicos. Como todos los anteosauroideos, su mandíbula poseía unos caninos en forma de daga. El cráneo era corto entre los anteosauridos,  con la región molar muy ancha, indicando una potente mordida. Los ojos estaban parcialmente inclinados hacia adelante, dándole una visión estereoscópica. El ojo parietal, aunque pequeño, estaba bien formado y se ubicaba exactamente en la cúspide de la bóveda craneana.
Deuterosaurus era un animal grande del tamaño de un oso grizzly moderno. T. H. Huxley consideró erróneamente que era un dinosaurio. Incluyendo la cola, los adultos tenían una longitud de 5 a 6 metros y pesaban alrededor de una tonelada. A juzgar por terápsidos relacionados, las patas cortas y robustas, se expandían lateralmente, de modo parecido a un cocodrilo moderno. Al caminar, la cola habría oscilado hacia los lados, al igual que en los reptiles modernos

## Biología
Deuterosaurus se encontró en Siberia, que durante el Pérmico estaba dominada por terrenos de baja altitud y cálidas. Deuterosaurus estaba entre los animales más grandes de su tiempo y se le ha clasificado como herbívoro o carnívoro. Mientras los grandes caninos podrían indicar la capacidad para matar una presa, las piernas robustas y cortas le impedirían correr por grandes distancias, estando mejor adecuado para comer plantas. Sin embargo la posible visión estereoscópica podría indicar que era un carnívoro depredador de emboscada o carnívoro. Lo más probable es que Deuterosaurus fuera un omnívoro, como lo osos modernos.
Deuterosaurus, como sus primos terápsidos, ponía huevos. Un engrosamiento marcado del cráneo sobre los ojos indican que este podría embestir a topetazos, posiblemente en el marco del apareamiento o disputas territoriales.